# Damroka
Damroka — музыкальный проект, созданный в 2010 году в Кашубии Дамрокой Квидзинской (Damroka Kwidzińska) и Мареком Романовским (Marek Romanowski). Дебютный альбом группы Damroka под названием Kaszëbë Joł был выпущен в 2011 году звукозаписывающей компанией Soliton.
Группа Damroka — один из наиболее популярных музыкальных коллективов в Кашубском Поморье. Является участником многих концертов и фестивалей, связанных с кашубской культурой, которые проходят в Поморском воеводстве. Композиции группы находятся в ротации ряда региональных радиостанций. Творчество группы Damroka представляет собой сочетание элементов рока, поп-музыки и кашубского фолка. Песни исполняются на кашубском языке.
Основной автор музыки группы — Марек Романовский, автор текстов — Дамрока Квидзинская.

## История создания
Идея создания группы Damroka возникла после того, как в 2009 году вышел документальный фильм …ale to już czasy stare режиссёра А. Циборского (Adam Ciborski). Сценарий к фильму написала Д. Квидзинская, музыку — М. Романовский. К тому времени Д. Квидзинская уже имела длительный опыт музыкального творчества, с 2002 по 2007 годы она была вокалисткой, а также автором текстов и композитором кашубской группы Kòmpanijô Wãdzëbôków, в 2003 году группа была номинирована на премию Pomorska Nagroda Artystyczna в категории Дебют в рок-музыке (Debiut Roku). В 2004—2007 годах она работала журналисткой и ведущей на Radio Kaszëbë, а также сотрудничала с радиостанцией Radio Gdańsk. В 2005 году Д. Квидзинская совместно с контрабасистом О. Валицким (Olo Walicki) записала альбом Olo Walicki Kaszëbë, все тексты композиций на котором принадлежат её авторству. В 2006 году альбом получил премию Pomorska Nagroda Artystyczna как лучший диск года. В 2007—2008 годах сотрудничала с группой CHëCZ. В том или ином качестве принимала участие в записи сборников песен Kaszëbi na Gòdë II (2005) и Młodi dlô Gduńska (2008). Композитор и музыкальный продюсер М. Романовский, выпускник Музыкальной Академии в Катовице (Akademia Muzyczna im. Karola Szymanowskiego w Katowicach), принимал участие как джазовый музыкант во многих польских музыкальных фестивалях и концертах, в частности, выступал на фестивале Jazz nad Odrą во Вроцлаве в 1999 году в составе получившего главный приз квинтета Galaxy. М. Романовский был создателем, лидером, а также одним из композиторов этого коллектива. Как сессионный музыкант он играл со многими эстрадными исполнителями, такими, как Натали Коул, Мария Шнейдер (Maria Schneider), Эва Бем (Ewa Bem), Лора Шафран (Lora Szafran), Ян «Птачин» Врублевский (Jan «Ptaszyn» Wróblewski), Збигнев Намысловский (Zbigniew Namysłowski), Рышард Рынковский (Ryszard Rynkowski), Paweł Kukiz i Piersi, T. Love, Szwagierkolaska, Nocna Zmiana Bluesa и другими. После выхода фильма …ale to już czasy stare Д. Квидзинская и М. Романовский решили продолжить совместное творчество, создав в 2010 году группу Damroka.
К только что созданной группе присоединились музыканты Кшиштоф Пауль (гитара), Анджей Циборский (гитара) и Роберт Кусмерский (аккордеон). В первом составе также играли Дариуш Хербаш (саксофон и другие духовые инструменты) и Мацей Домбровский (ударные).

## Дебютный альбом
10 июня 2011 года группа выпустила альбом Kaszëbë Joł, содержащий 13 треков. Бо́льшая часть музыки была написана М. Романовским, автором слов песен стала Д. Квидзинская (все тексты написаны на кашубском языке). Диск был издан звукозаписывающей компанией Soliton. Согласно аннотации к альбому, размещённому на сайте лейбла Soliton, музыка, записанная группой, представляет собой сплав кашубского фолка, рока и поп-музыки, при этом важнейшей целью, которую поставили себе музыканты при реализации проекта Damroka Kaszëbë Joł, была популяризация культуры Поморья u кашубского языка. Ряд композиций с альбома («Kaszëbë Joł», «Treker» и «Pludra») регулярно транслировались на региональных радиостанциях (Radio Kaszëbë, Radio Gdańsk), «Kaszëbë Joł» при этом возглавляла хит-парады Radio Kaszëbë, кроме того, песни группы Damroka попали в ротацию на Radio Merkury (Познань). Интернет-сайты Kartuzy.info и Express Kaszubski назвали альбом Kaszëbë Joł лучшим диском года, записанным в стиле фолк. В этом же, 2011 году, группе Damroka был предоставлен грант для деятелей культуры от администрации Поморского воеводства на развитие их проекта Damroka Kaszëbë Joł, ещё один такой же грант коллектив получил в 2013 году.

## Концертная деятельность и второй альбом
После выпуска альбома Kaszëbë Joł группа принимала участие в нескольких концертах и фестивалях, собиравших исполнителей народной и современной музыки Кашубского Поморья. В их числе концерт Swoje Pokochajcie в зале костёла святого Яна в Гданьске (июль 2011 года), концерт на XIV съезде кашубов в Сопоте (июль 2012 года), фестиваль Dni Węgorza в Ястарне (август 2012 года), концерт, проведённый под эгидой международного семинара Solidarność w różnorodności в октябре 2012 года в Гданьске, на котором собрались представители европейских меньшинств — фризов, серболужичан и других (Damroka выступила наряду с такими исполнителями, как кашубский фольклорный коллектив Strzecha и лемковская группа Lemko Tower), выступление на «Кашубском музыкальном фестивале»
(Kaszëbë Music Festiwal) в Картузах (сентябрь 2013 года) и т. д.
В июне 2013 года Damroka записала новую композицию «Takô jem». В ноябре 2014 года состоялась премьера видеоклипа на песню «Dzëczé dzéwczã».
C 2014 года группа начала работу над материалом для нового альбома.
Диск под названием Made in Kaszëbë был выпущен в 2015 году. Три из 14 песен было исполнено на английском языке, остальные — на кашубском. Основную часть работы выполнили Дамрока Квидзинская, Марек Романовский и Кшиштоф Пауль. Альбом издан «Кашубско-Поморским объединением» при поддержке администрации гмины Картузы, Картузского повята и Поморского воеводства. Автор обложки диска — Андрий Фил (Andrij Fil), для создания обложки дизайнер использовал фотографии Иоланты Борк (Jolanta Bork). На одну из песен альбома — «Znanka» — снят видеоклип.

## Дискография
Студийные альбомы
- 2011 — Kaszëbë Joł;
- 2015 — Made in Kaszëbë.

Синглы
- 2013 — «Takô jem».

Видеоклипы
- 2014 — «Dzëczé dzéwczã»;
- 2016 — «Znanka».

## Участники группы
- Дамрока Квидзинская (Damroka Kwidzińska) — вокал, бэк-вокал, тексты;
- Марек Романовский (Marek Romanowski) — клавишные, бэк-вокал, музыка;
- Кшиштоф Пауль (Krzysztof Paul) / Михал Зенковский (Michał Zienkowski) — гитара, бэк-вокал;
- Анджей Циборский (Andrzej Ciborski) — гитара;
- Роберт Кусмерский (Robert Kuśmierski) / Павел Заганчик (Paweł Zagańczyk) — аккордеон, бэк-вокал;
- Гжегож Сыч (Grzegorz Sycz) — ударные;
- Михал Гурецкий (Michał Górecki) / Томек Пшиборович (Tomek Przyborowicz) — бас-гитара;
- Наталия Яник (Natalia Janik) — скрипка, бэк-вокал.

Бывшие участники
- Дариуш Хербаш (Dariusz Herbasz) — саксофон;
- Мацей Домбровский (Maciej Dombrowski) — ударные.